# Chiesa di San Giovanni Battista (Soragna)
La chiesa di San Giovanni Battista è un luogo di culto cattolico dalle forme neoclassiche situato in località Carzeto 1 a Carzeto, frazione di Soragna, in provincia e diocesi di Parma; è sede di una parrocchia compresa nella zona pastorale della Bassa.

## Storia
Il luogo di culto originario fu edificato in epoca medievale; la prima testimonianza della sua esistenza, quale cappella dipendente dalla pieve di San Genesio, risale al 1230.
Nel 1354 la chiesa passò alle dirette dipendenze della diocesi di Parma.
Tra il 1664 e il 1673 l'antico edificio, ormai degradato, fu completamente ricostruito in stile barocco, coprendo inoltre la navata con un soffitto a cassettoni lignei.
Tra il 1883 e il 1886 la chiesa fu internamente modificata, sostituendo la copertura seicentesca con una serie di volte a vela, rinforzando le strutture portanti e rifacendo la pavimentazione.
Nel 1906 il luogo di culto fu sottoposto a nuovi lavori di ristrutturazione, ricostruendo la facciata in stile neoclassico e sopraelevando il campanile.
Tra il 2015 e il 2016 il tetto della chiesa fu risistemato e le pareti portanti furono consolidate.

## Descrizione

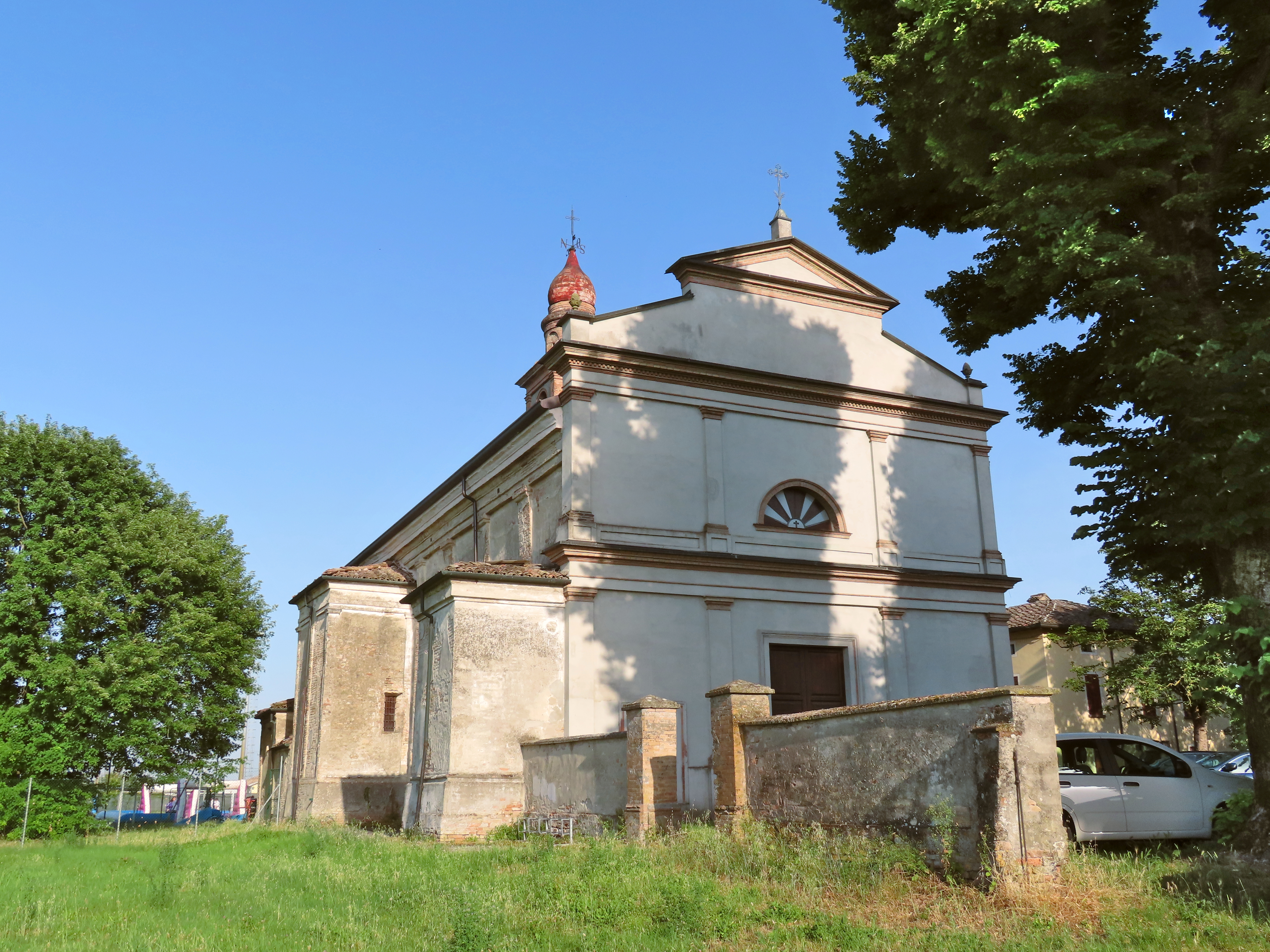
Facciata e lato nord

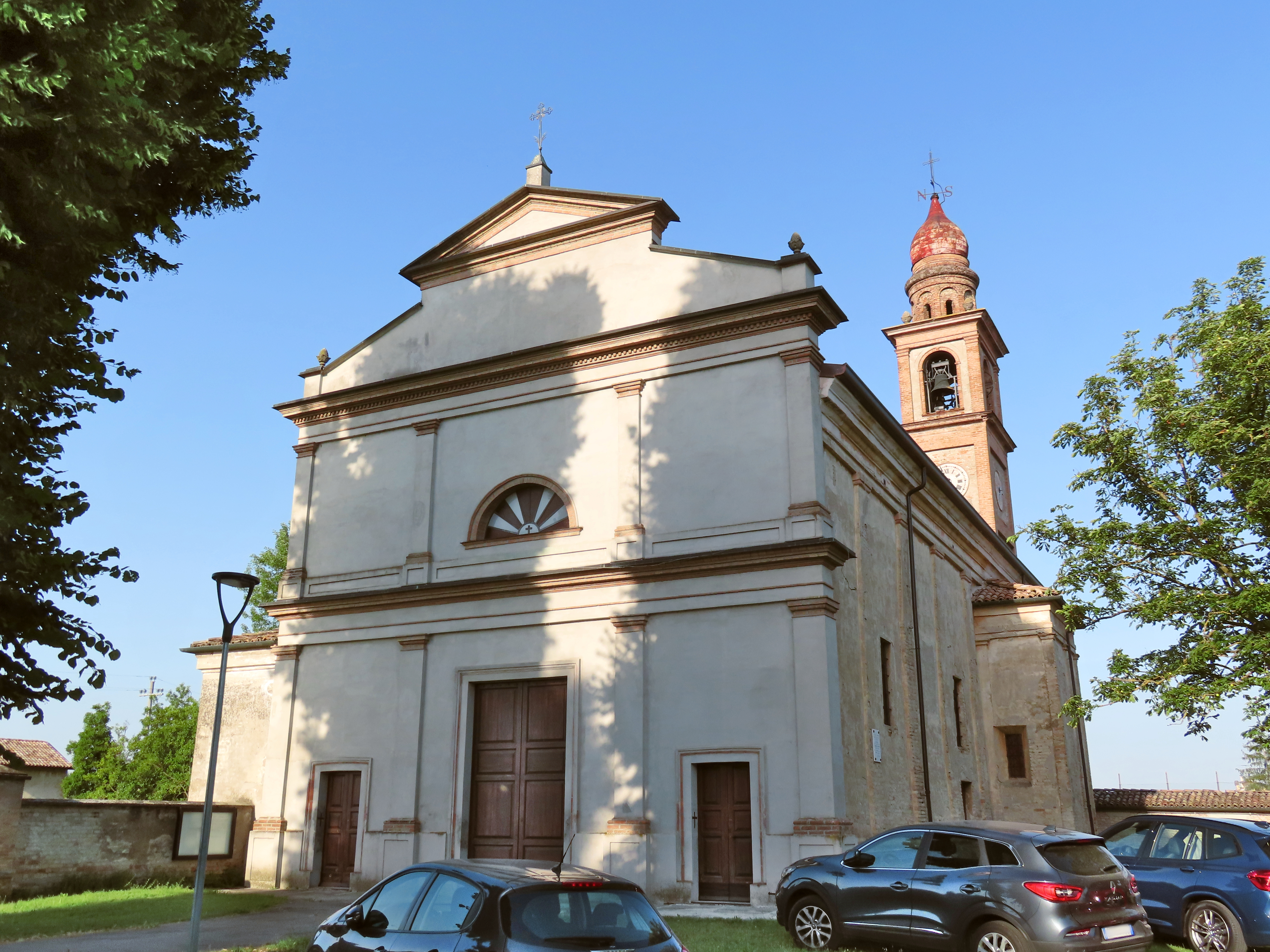
Facciata e lato sud

La chiesa si sviluppa su un impianto a tre navate affiancate da una cappella su ogni lato, con ingresso a ovest e presbiterio a est.
La simmetrica facciata a salienti, interamente intonacata, è suddivisa orizzontalmente da due cornicioni modanati in laterizio; i due ordini più bassi sono scanditi verticalmente in tre parti da quattro lesene, elevate su alti basamenti e coronate da capitelli dorici. Inferiormente è collocato nel mezzo l'ampio portale d'ingresso principale, delimitato da cornice; ai lati si trovano i due portali d'accesso secondari, anch'essi incorniciati. Sopra al primo cornicione si apre al centro una finestra a lunetta, inquadrata da una cornice scanalata in mattoni. In sommità si staglia nel mezzo il frontone triangolare, con cornice in laterizio.
Dai fianchi, suddivisi verticalmente da una serie di lesene coronate da capitelli dorici, aggettano le due cappelle laterali; al termine del lato destro si innalza su quattro ordini sovrapposti il campanile; gli spigoli sono decorati con lesene, mentre la cella campanaria si affaccia sulle quattro fronti attraverso monofore ad arco a tutto sesto delimitate da cornici; in sommità si eleva la lanterna in laterizio a base circolare, sormontata da una guglia.
All'interno la navata centrale, coperta da una serie di volte a vela decorate con affreschi, è suddivisa da quelle laterali, chiuse da volte a botte, attraverso ampie arcate a tutto sesto rette da massicci pilastri, ornati con dipinti raffiguranti alte colonne corinzie.
Il presbiterio, chiuso superiormente da una volta a vela affrescata, ospita l'altare maggiore in legno dorato; sul fondo si staglia, all'interno di una cornice lignea aurea riccamente intagliata, la pala rappresentante la Nascita di san Giovanni Battista, dipinta da Michelangelo Anselmi nel 1548. Sul lato destro la cantoria accoglie l'organo a canne realizzato nel 1881 dalla ditta Aletti di Monza.
Le cappelle laterali conservano i due altari barocchi dedicati alla beata Vergine del Rosario e a sant'Antonio da Padova.